# Doce Colegios de San Petersburgo

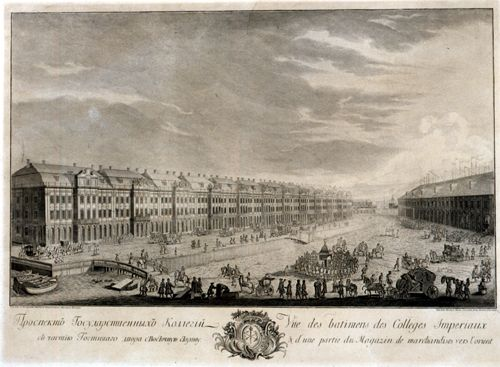
Los Doce Colegios como aparecían en un grabado de 1753.

Los Doce Colegios, (del ruso: Двeнaдцaть Коллегий) es el edificio más grande de la arquitectura del Barroco Petrino que existe en la actualidad en San Petersburgo. Fue construido por Domenico Trezzini y por Theodor Schwertfeger y edificado entre 1722 y 1744.

## Descripción
Los doce edificios de tres plantas y ladrillo rojo forman un complejo de 400 por 440 metros, dando la impresión de un enorme edificio único. El resultado es una "estructura austera" con un "estilo rústico." El diseño original contemplaba 12 edificios independientes y separados, pero en una reestructuración posterior, fueron conectados para formar un complejo único como se conoce en la actualidad.

## Historia
Los Doce Colegios fueron encargados por Pedro el Grande, que deseaba un lugar para ubicar el gobierno ruso, desde un primer momento se dividió en doce bloques: 
- El Senado (creado en febrero de 1711, también llamado "Consejo del Imperio")[3]
- El Sínodo.
- Nueve colegios,[3] que reemplazaron los antiguos prikaz (reemplazados en 1802 por los Ministerios bajo el mandato de Alejandro I de Rusia.
- Adicionalmente un décimo colegio o ministerio de comercio[2]

## Uso actual

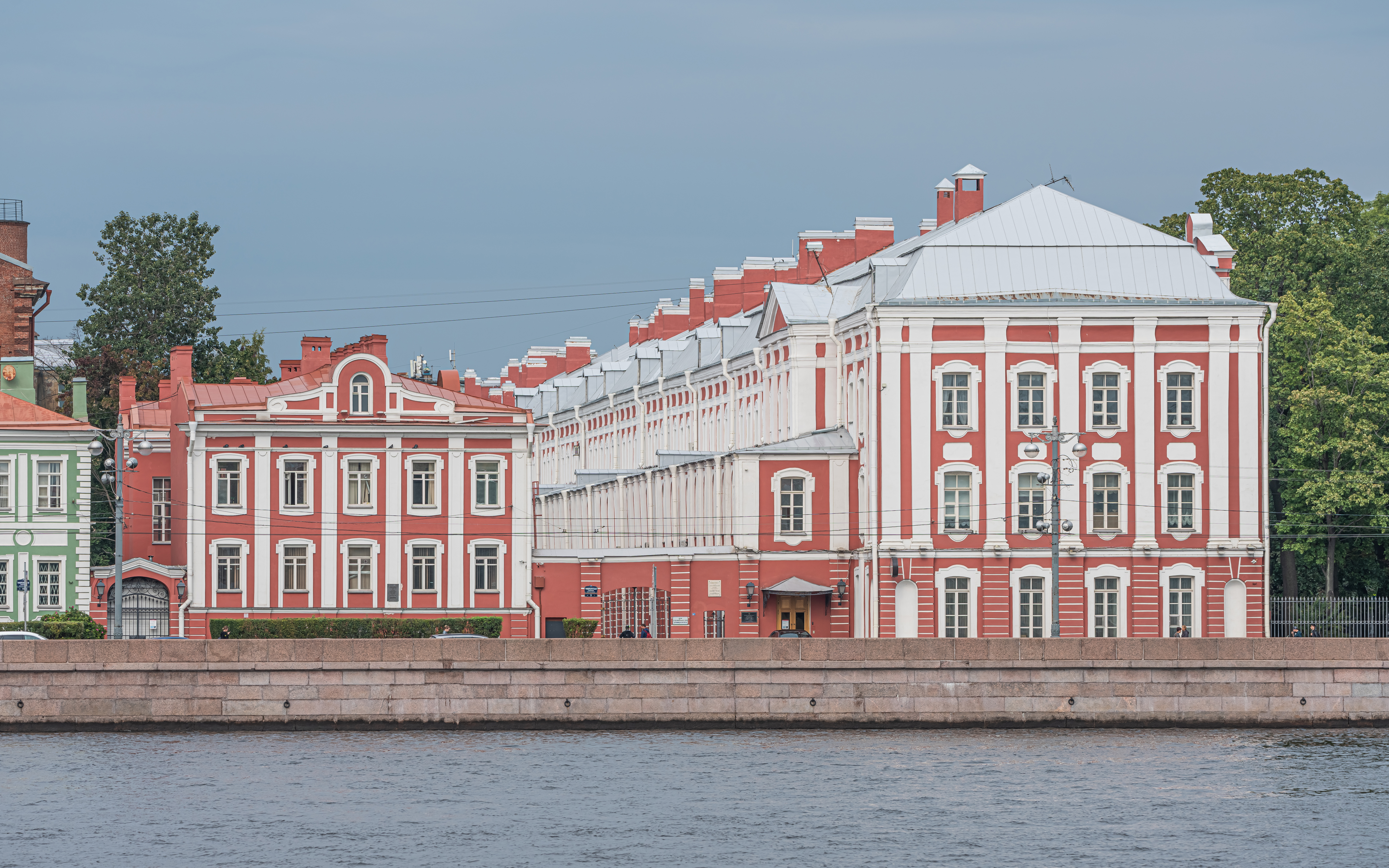
El edificio histórico de los Doce Colegios, ahora convertido en residencias de la Universidad Estatal de San Petersburgo.

Los Doce colegios conforma una de las tres estructuras del Barroco Petrino de la Universidad Estatal de San Petersburgo. Los Doce Colegios son el principal complejo de la universidad, que fue fundada en 1819 (reclama ser sucesora de la Academia de San Petersburgo, la cual fue fundada en 1724), se encuentra en la Isla Vasilevski.